# Eritropoieză
Eritropoieza (gr. erythros = roșu, poiein = a face) sau eritrogeneza este procesul de formare a eritrocitelor în măduva roșie a oaselor. Este sub controlul hormomului glicoproteic eritropoietină. 